# Orlando Cáceres
Orlando X. Cáceres (ur. 27 października 1961) – portorykański zapaśnik walczący w stylu wolnym. Olimpijczyk z Los Angeles 1984, gdzie zajął czwarte miejsce w kategorii 57 kg. Trzeci w igrzyskach panamerykańskich w 1983. Srebrny medalista igrzysk Ameryki Środkowej i Karaibów w 1982 roku.